# إنهاض

قد تؤدي جرعة منخفضة جدًا من مادة كيميائية إلى رد فعلٍ معاكس لتناول كائن حي لجرعة عالية جدًا.

الإنهاض أو إستجابة للحافز (Hormesis) (من اليونانيةإنهاض (hórmēsis) «الحركة السريعة، أو الحماس،» ومن اليونانية القديمة إنهاض (hormáein) «الوضع في الحركة، والدفع، والحث على») هو عبارة عن الاستجابات البيولوجية المواتية بشكلٍ عام للتعرضات الخفيفة من السموم وعوامل الإجهاد الأخرى. من ثم يكون للملوث أو السم المسبب للإنهاض تأثير معاكس في حالة تناول الجرعات المنخفضة يشبه آثار تناول الجرعات الكبيرة. ويشير مفهوم المناعة السمية، وهو مفهوم ذو صلة، إلى التعرض المتعمد للسموم في محاولة لتطوير المناعة ضدها. والمصطلح المُقترح لدراسة الإنهاض وعلومه هو علم المنهضات.
وفي علم السموم، الإنهاض هو ظاهرة استجابة الجرعة التي تتميز بتنشيط جرعة منخفضة، وتثبيط جرعة عالية، مما ينتج عنه استجابة للجرعة على شكل حرف J أو على شكل حرف U مقلوب. وتم أيضًا وصف تلك العوامل البيئية التي قد تنتج استجابة إيجابية بـ "الضغط المفيد (eustress)".
هذا ولقد خضع نموذج استجابة الجرعة للإنهاض لمناظراتٍ حادة. ولا تحظى فكرة الإنهاض كظاهرة مهمة أو شائعة في الأنظمة البيولوجية، بقبولٍ واسع.
ولم تُفهم الآليات البيوكيميائية التي يعمل بها الإنهاض فهمًا جيدًا. فمن المحتمل أن تقوم الجرعات المنخفضة من السموم أو غيرها من مسببات الإجهاد بتنشيط آليات إصلاح الجسد. ولا تقوم عملية الإصلاح تلك بإصلاح الضرر الناجم عن السُم فقط، ولكنها أيضًا تعالج الضرر الطفيف الذي قد يكون تراكمًا قبل تنشيط آلية الإصلاح.

## معلومات تاريخية
أول من وصف هذه الظاهرة هو الصيدلي الألماني هوغو شولز (Hugo Schulz) في عام 1888 بمتابعة ملاحظاته الشخصية بإمكانية تحفيز نمو الخميرة عن طريق جرعة صغيرة من السموم. واقترن هذا مع عمل الطبيب الألماني رودولف أرندت (Rudolph Arndt)، الذي درس الحيوانات التي أعطيت جرعات منخفضة من العقاقير، والذي أدى في نهاية المطاف إلى قاعدة أرندت-شولتز(Arndt -Schulz rule). وساهمت مناصرة أردنت للمثلية في تقلص مصداقية هذه القاعدة في العشرينيات والثلاثنيات. وقد صيغ واستخدم مصطلح «الإنهاض» لأول مرةٍ في بحثٍ علمي قدمه سي إم ساوثمان (C.M. Southam) وجاي إيرليك (J. Ehrlich) في عام 1943 في مجلة: أمراض النبات، المجلد 33، pp.&nbsp؛517-541.
وقام مؤخرًا إدوارد كالابريس (Edward Calabrese) بإعادة إحياء نظرية الإنهاض من خلال بحثه على نباتات النعناع.

## أمثلة
هناك مجموعة واسعة من البحوث التي تفيد في إظهار مجموعة متنوعة من الآثار الإنهاضية.
معظم الأدوية سامة عند تناولها بكميات كبيرة. ويطلق على المقياس الكمي لهذه الحقيقة المؤشر العلاجي. ولا يعتبر تأثيرها المفيد عند تناول الجرعة الصحيحة مثالاً على الإنهاض.

### التمارين البدنية
يتعرض الذين يمارسون مستوياتٍ منخفضة من النشاط البدني، أو الذين ينخرطون في برامج التمرينات المكثفة لخطر ارتفاع مستويات الإجهاد التأكسدي، بينما يواجه الأشخاص الذين يمارسون التدريبات معتدلة الكثافة بشكلٍ منتظم نسبيًا أقل من الإجهاد التأكسدي. فلقد تم الربط بين بعض المستويات المرتفعة للإجهاد التأكسدي وبين زيادة حدوث مجموعة متنوعة من الأمراض.
تعد هذه العلاقة، التي تؤدي فيها جرعة متوسطة من الضغوطات (التمرين) آثارًا إيجابية، سمةً من سمات الإنهاض. ومع ذلك، يجب الإشارة إلى أن هناك دليل على أن الإجهاد التأكسدي المصحوب بالتمارين المكثفة قد يكون له منافع صحية على المدى الطويل. وهذا قد يعني أن الإجهاد التأكسدي وحده، يوفر مثالاً على الإنهاض (انظر القسم الخاص بالإنهاض الميتوكوندري)، ولكن لا توفر التمارين الرياضية وحدها مثالاً على الإنهاض.

### الكحول
يُعتقد أن المشروبات الكحولية من المنهضات حيث إنها تمنع أمراض القلب والجلطات، مع أنه قد تكون فوائد الشرب الخفيف مبالغًا فيها.
في 2012، وجد الباحثون في جامعة كاليفورنيا بلوس أنجلوس (UCLA) أن كمياتٍ صغيرةٍ جدًا (1 mM, أو 0.005%) من الإيثانول ضاعفت من عمر الكاينور هابديتيس الأنيقة، وهي دودة مستديرة يكثر استخدامها في الدراسات البيولوجية. ولكن لم يكن لتقديم جرعاتٍ أكبر تصل إلى 0.4% أي منافعٍ تذكر فيما يتعلق بإطالة العمر.

### ميثيل الزئبق والبيض البري
في 2010، أظهر بحث نُشر في دورية علوم السموم البيئية والكيمياء أن جرعات منخفضة من ميثيل الزئبق، وهو ملوث سمي عصبي قوي، قد حسنت معدل فقس البيض البري. وقد ذكر مؤلف هذه الدراسة، جاري هينز (Gary Heinz) - الذي قاد دراسة هيئة المسح الجيولوجي الأمريكية في مركز بوتوكسينت لبحوث الحياة البرية في بيلتسفيل، بولاية ميريلاند (Md) - أن هناك تفسيرات أخرى ممكنة. فعلى سبيل المثال، قد يكون السرب محل الدراسة قد أصيب بأحد أنواع العدوى دون السريرية المنخفضة، وقد يكون الزئبق، المعروف بأنه من مضادات الميكروبات، قد قتل العدوى التي كانت لتؤذي التكاثر في الطيور غير المُعالجة.

### التأثيرات على الشيخوخة
تعد الشيخوخة أحد المجالات التي تم استكشافها بعمق لدراسة إمكانية تطبيق مفهوم الإنهاض عليها. وبما أن القدرة الأساسية على البقاء لأي نظام بيولوجي تعتمد على قدرته التماثلية الديناميكية (التماثل الساكن)، فقد اقترح المتخصصون في علم الشيخوخة البيولوجية أن تعريض الخلايا والكائنات الحية للإجهاد الخفيف يؤدي إلى رد فعلٍ تكيفي أو إنهاضي بمنافع بيولوجية عديدة. وقد جمعت الآن هذه الفكرة مجموعة كبيرة من الأدلة الداعمة التي تظهر أن التعرض المتكرر للإجهاد الخفيف له آثار مضادة للشيخوخة. وفي هذا الصدد، تعتبر ممارسة التمارين نموذجًا للإنهاض. ومن أنواع الإجهاد الخفيف المستخدم في الدراسات المماثلة عن تطبيقات الإنهاض في أبحاث الشيخوخة: الصدمات الحرارية، والإشعاع، والتأكسد الاحترافي، والجاذبية المفرطة، والتقييد الغذائي. ووجد أن لبعض الجزيئات الطبيعية والصناعية مثل، السيلاستيرول من النباتات الطبية، والكركم من تابل مسحوق جذور الكركم، آثارٌ إنهاضية نافعة. وقد سُميت تلك المُركبات التي تعطي آثارًا صحية نافعة عن طريق تحفيز أو تحوير طرق الردود الإجهادية في الخلايا ب«المنهضات». وتم أيضًا اقتراح التدخلات الإنهاضية على المستوى الطبي، من خلال مجموعة متنوعة من المحفزات، والتحديات، والعمليات المُجهدة، التي تهدف إلى زيادة تعقيد ديناميكية النظم البيولوجية لدى البشر.

### الميتوكوندريا
تُوصف الميتوكوندريا أحيانًا «بمحطات توليد الطاقة الخلوية» لإنتاجها معظم مخزون الخلية من الأدينوساين ثلاثي الفوسفات (ATP)، مصدر للطاقة الكيميائية. وقد اعتبر أنصار النظرية الحرة المتطرفة الخاصة بالشيخوخة، والتي روج لها دينهام هارمان (Denham Harman)، أن أنواع الأكسجين التفاعلي من المنتجات الثانوية لالفوسفورية المؤكسدة غير المرغوب فيها في الميتوكوندريا تقترح النظرية الحرة المتطرفة استخدام المنتجات التي ستقودها أنواع الأكسجين التفاعلي، مثل ما يسمي بمضادات الأكسدة، إلى خفض الإجهاد التأكسدي، وبذلك تؤدى إلى زيادةٍ في العمر. ولكن مع ذلك، لم تُؤكد التجارب السريرية المنافع الصحية المزعومة لمضادات الأكسدة، وتوحي النتائج بأن مضادات الأكسدة قد تسبب السرطان لدى البشر. وأظهرت دراسات أخرى أن مكملات مضادات الأكسدة قد تكون مسببة للأمراض، وتزيد من نسبة الموت لدى البشر.
وقد تقوم أنواع الأكسجين التفاعلي بدورٍ هام وحيوي في زيادة العمر كالجزيئات المرسلة للأكسدة التي تُرسل إشارات من حجرة الميتوكوندريا إلى حجرات أخرى في الخلية. ومن الممكن أن تؤدي الزيادة في تكوين أنواع الأكسجين التفاعلية بداخل الميتوكوندريا إلى رد فعلٍ تكيفي، يكون من شأنه زيادة مقاومة الإجهاد، وخفض الإجهاد التأكسدي على المدى الطويل. وسُمي رد الفعل المعاكس للاستجابة لأنواع الأكسجين التفاعلية بالإنهاض الميتوكوندري، أو الميتوهورموسيس، ويُفترض نظريًا أنه مسؤول عن كل من: الزيادة في العمر الافتراضي، والقدرات المعززة للصحة لتقييد الجلوكوز، والتمارين الرياضية.
وقد تتسبب عوامل سمية محتملة مُنتجة ذاتيا، في الإنهاض فعلى سبيل المثال، تستهلك الميتوكوندريا الأكسجين، الذي يُولد (أنواع الأكسجين التفاعلية) الحرة المتطرفة التي هي من المنتجات الثانوية الحتمية. فقد اقُترح في السابق، على أسسٍ افتراضية، أن العوامل الحرة المتطرفة قد تحفز رد فعلٍ ذاتي يبلغ ذروته في شكل زيادة القدرات الدفاعية ضد العوامل المتطرفة الدخيلة (وربما أيضًا مركبات أخرى سامة). وتشير الأدلة التجريبية الحديثة بشكلٍ دامغ أن هذا هو الحاصل فعلاً، وأن مثل هذا الاستحداث للعوامل الحرة المُنتجة داخليًا يزيد من العمر الافتراضي للكائن الحي. والأهم من ذلك، تقوم مضادات الأكسدة بمنع هذا التمديد في العمر، مما يمثل دليلاً مباشرًا على أن السموم المتطرفة قد تطيل العمر وتحسن الصحة. وحيث إنه قد وُجد أن النشاط الميتوكوندري كان زائدًا في الدراسات السابق ذكرها، لا يمكن شرح هذه الظاهرة اعتمادًا على الزيادة في العوامل الحرة المتطرفة التي يمكنها استخدام الأجسام الحالية اليحلول (lysosome) لتحديد الميتوكوندريا الواجب تدميرها، وفي مثل هذه الحالة تعطي العوامل الحرة الفائقة الإشارة لتعلن أن الميتوكوندريا جاهزة للتدمير، وقد طرح ذلك التفسير نيك لين (Nick Lane).
ولم يظهر بعد، هل يمكن تطبيق هذا المفهوم على البشر أم لا، بالرغم من أن نتائج علم الأوبئة الحديثة تدعم عملية الإنهاض الميتوكوندري، بل وتشير حتى إلى أن بعض مكملات مضادات الأكسدة قد تؤدى إلى زيادة انتشار الأوبئة لدى البشر.

## الجدل
من المثير للجدل ما إذا كان الإنهاض عملية شائعة أو مهمة. على أقل تقدير تدعي مقالة مُحكمة أن هناك أكثر من 600 مادة تعطي علاقة على شكل حرف U لاستجابة الجرعة. كتب كالاباريس (Calaberese) وبالدوين (Baldwin):
إن واحد في المائة (195 من أصل 20,285) من المقالات المنشورة تحتوى على 668 علاقة لاستجابة الجرعة مستوفين لمعايير القبول.
ففكرة أن تأثيرات الجرعات المنخفضة قد تكون مختلفة (وأحيانًا بشكلٍ هائل) هي فكرة مقبولة، ولكن إيجابية تأثير هذه الجرعة المنخفضة مازالت محل التساؤل
أدت نظرية الإنهاض إلى جدلٍ كبير حينما طُبِقت على الإشعاع المؤين. وتسمى هذه النظرية بالإنهاض الإشعاعي. والنموذج المقبول عمومًا من نماذج الاستجابة للجرعة في البيولوجيا الإشعاعية هو نموذج اللا عتبة الخطي (LNT)، الذي يفترض الاعتماد الخطي الصارم بين آثار المخاطر الصحية الضارة التي يسببها الإشعاع وجرعة الإشعاع.
ويتفق كل من مجلس الولايات المتحدة الوطني للبحوث (جزء من الأكاديمية الوطنية للعلوم)،، والمجلس الوطني للحماية من وقياس الإشعاع (هيئة بتفويض من كونغرس الولايات المتحدة)، ولجنة الأمم المتحدة العلمية المعنية بآثار الإشعاع المؤين (UNSCEAR)، على أن الإشعاع المؤين، مثله مثل قاعدة الجرعات الإشعاعية، ليس واضح المعالم.
واستنتج تقرير كُلف من قبل الأكاديمية الوطنية الفرنسية أن هناك دلائل كافية لحدوث الإنهاض عند معدلات الجرعات الخفيفة، وأنه يجب إعادة النظر في نموذج اللا عتبة الخطية كالمنهج المستخدم في تقدير الأخطار الناجمة عن مصادر الإشعاع الضعيفة، على سبيل المثال: المستودعات الجيولوجية العميقة لالنفايات النووية. ومن ناحيةٍ أخرى، يُقر المجلس الوطني للحماية من وقياس الإشعاع ومقره في الولايات المتحدة، أنه ليست هناك دلائل كافية لإثبات الإنهاض الإشعاعي ووجوب استمرار الجهات المعنية بالحماية من الإشعاع بتطبيق نموذج اللا عتبة الخطي لأغراض تقدير الخطر.

## عواقب السياسات
عادةً ما تستخدم الوكالات التنظيمية مثل وكالة حماية البيئة (EPA)، وإدارة الأغذية والأدوية (FDA)، واللجنة التنظيمية النووية (NRC)، نموذج خطي لا عتبي لمسببات السرطان (ومن ضمنها الإشعاع). والافتراض في النموذج الخطي أنه لا يوجد جرعة لا مخاطر لها في الإصابة بالسرطان. وبينما يبقى المنهج الخطي هو المنهج الشائع، سمحت وكالة حماية البيئة، اعتمادًا على أدلة ميكانيكية كافية تقترح استجابة غير خطية للجرعة، بالاشتقاق من جرعة الحد الأدنى (المعروفة أيضًا باسم الجرعة المرجعية) والتي يُعتقد أنه لا يشكل استخدام جرعاتٍ أقل منها خطر الإصابة بالسرطان
وبينما يجادل أنصار الإنهاض مؤكدين أن التغيير باستخدام النموذج الإنهاضي سيقود في الغالب إلى تغيير في معايير التعرض الإشعاعي للسموم المنقولة في الهواء، والمياه، والأغذية، والتربة، مما يجعل المعايير أقل صرامةً؛ يشير علماء آخرون إلى أن التحفيز بالجرعات الخفيفة قد يحمل آثارًا سلبية للغاية. على سبيل المثال، أظهر بحث ريثا نيوبولد (Retha Newbold) في المعهد الوطني لعلوم الصحة البيئية أن الجرعات الكبيرة نسبيًا من استروجين أجنبي بيولوجيا، وثنائي إيثيل ستيلبوستيرول، خلال نمو الجنين تتسبب في فقدان الوزن عند سن البلوغ، وتسبب الجرعات المنخفضة بشدة البدانة البشعة. وبالمثل، تسبب الجرعات المنخفضة من الفثالات فثالات مضاعف ردود فعل حساسية متزايدة لمسببات الحساسية، بينما الجرعات الأكبر لا تأثير لها.[بحاجة لمصدر] فالتحفيز بالجرعات المنخفضة قد يؤدي إلى نتائج عكسية خطيرة. ويؤدى الاستخدام الأوسع للنموذج الإنهاضي إلى التأثير على كيفية تصميم وإدارة العلماء للأبحاث وعلى اختيار نماذج تقدير الخطر. وفي جميع الاحتمالات، وكما يزعم أنصار النظرية الإنهاضية، أن التسليم بأن آثار الجرعات المنخفضة لا يمكن التنبؤ بها من تجارب الجرعات العالية، سوف يفرض تعزيز معايير الصحة العامة، ولن يضعفها.

## كتابات أخرى
Hormesis: A Revolution in Biology, Toxicology and Medicine., By Mark P. Mattson, Edward J. Calabrese (2009)

## وصلات خارجية
- المجتمع الدولي لاستجابة الجرعة